# 雙子座16
雙子座16，又名BD+20 1428，HD 45394、SAO 78402、HR 2330，是雙子座的一颗恒星，视星等为6.22，位于銀經192.06，銀緯4.26，其B1900.0坐标为赤經6h 21m 59.8s，赤緯+20° 4.26′ 23″。